# Щасливого Різдва (фільм, 2005)
«Щасливого Різдва» (фр. Joyeux Noël) — французька військова драма 2005 року, заснована на реальних подіях. Прем'єра стрічки відбулася 16 травня 2005 року на Каннському кінофестивалі.
Українською фільм переклав і транслював канал ТВі.

## Сюжет
Дія фільму відбувається у часи Першої світової війни напередодні Різдва. В окопах ворогуючих сторін сподіваються на те, що супротивник теж буде святкувати, і влаштовують нехитру вечерю. У німецькому штабі панує особливий настрій: сюди завітала відома оперна співачка. Вона та її коханий співак-тенор, призваний на фронт, починають невеликий імпровізований концерт. Після виконання арій для офіцерського складу артисти йдуть в окопи, щоб заспівати для солдатів. Несподівано їх співу вторить музика шотландської волинки. Відтак шотландський священик, французький лейтенант, німецький тенор і його кохана опиняються в самому серці спонтанного братерства, що виникає між окопами німців, англійців і французів. Рушниці залишені осторонь, а самі солдати й офіцери виходять назустріч один одному, щоб обмінятися сигаретами, розділити шоколад, випити шампанського і побажати один одному щасливого Різдва.

## У ролях
- Діана Крюгер — оперна співачка Анна Соренсен
- Наталі Дессай — спів Анни Соренсен
- Бенно Фурман — оперний співак Ніклаус Шпрінк
- Роландо Вільясон — спів Ніклауса Шпрінка
- Алекс Фернс — Лейтенант Гордон
- Гійом Канет — французький лейтенант
- Гері Льюїс — Палмер
- Даніель Брюль — німецький лейтенант Хорстмаєр
- Алекс Фернс — шотландський лейтенант Гордон
- Кристофер Фулфорд — шотландський майор
- Стівен Робертсон — Джонатан
- Робін Ленг — Вільям
- Франк Віттер — Йорг
- Бернар Ле Кок — батько французького лейтенанта
- Єн Річардсон — священик
- Томас Шмаузер — крон-принц Вільгельм

## Нагороди і номінації
Загалом стрічка отримала 2 нагороди і 9 номінацій, зокрема:
- номінацію на Оскар як найкращий іноземний фільм
- номінацію на премію BAFTA як найкращий іноземний фільм
- 6 номінацій на премію Сезар
- номінацію на Європейський кіноприз як найкращий фільм
- номінацію на Золотий глобус

Крім того, фільм неодноразово входив до рейтингів найкращих різдвяних фільмів за версіями різних ЗМІ.